# La Dialectique du sexe
La Dialectique du sexe (The Dialectic of Sex: The Case for Feminist Revolution en version originale) est un essai féministe écrit par Shulamith Firestone en 1970.

## Résumé
Shulamith Firestone soutient la thèse que la différenciation sexuelle biologique, et en particulier l'inégalité des deux sexes dans le rôle reproducteur, est la cause de la domination des mâles, de la subordination de classes sociales à d'autres, du racisme, de l'impérialisme et de la folie anti-écologique. « L'inégalité sexuelle remonte bien avant l'histoire connue jusqu'au monde animal lui-même ». Bien que cela soit universel et inévitable, les formes de la société actuelle permettent de dépasser cet état.
L'autrice opère dans un chapitre de cet ouvrage la critique des thèses psychanalytiques de Sigmund Freud, plus particulièrement le complexe d'Œdipe et le complexe d'Électre, et en propose une relecture sociale, matérialiste et féministe.

## Réception
L'ouvrage de Firestone a été considéré comme la plus claire présentation du féminisme radical. Avec Sexual Politics de Kate Millett, il a inspiré les plus grands figures du féminisme américain de la seconde moitié du XXe siècle, telle qu'Andrea Dworkin qui le cite en référence dans son tout premier essai Woman Hating. 